# HD143439
HD143439 — хімічно пекулярна зоря спектрального класу F0, що має видиму зоряну величину в смузі V приблизно  8,7.
Вона  розташована на відстані близько 695,4 світлових років від Сонця.